# Bahnstrecke Sundsvall–Torpshammar
| Streckennummer: | STJ               |                                       |                                       |
| Streckenlänge: | 57 km             |                                       |                                       |
| Spurweite: | 1067 mm (Kapspur) |                                       |                                       |
| |                   |                                       |                                       |
| \| \| 57 \| Torpshammar zur Norrländska tvärbanan \| Torpshammar zur Norrländska tvärbanan \| \| \| 49 \| Viskan \| Viskan \| \| \| \| Ede \| \| \| \| 39 \| Kärfsta \| Kärfsta \| \| \| 34 \| Loo \| Loo \| \| \| 25 \| Nedansjö \| Nedansjö \| \| \| \| Hällsjö \| \| \| \| 17 \| Vattjom \| Vattjom \| \| \| \| nach Matfors/Runsvik \| \| \| \| 11 \| Töfva \| Töfva \| \| \| 7 \| Grönängen \| Grönängen \| \| \| 1 \| Sundsvall västra \| Sundsvall västra \| \| \| 0 \| Sundsvall \| Sundsvall \| \| \| \| \| \| \| Quellen: [1][2][3] \| \| \| \| |                   |                                       |                                       |
| Kopfbahnhof Streckenanfang (Strecke außer Betrieb) | 57                | Torpshammar zur Norrländska tvärbanan | Torpshammar zur Norrländska tvärbanan |
| Bahnhof (Strecke außer Betrieb) | 49                | Viskan                                | Viskan                                |
| Haltepunkt / Haltestelle (Strecke außer Betrieb) |                   | Ede                                   | Ede                                   |
| Bahnhof (Strecke außer Betrieb) | 39                | Kärfsta                               | Kärfsta                               |
| Haltepunkt / Haltestelle (Strecke außer Betrieb) | 34                | Loo                                   | Loo                                   |
| Bahnhof (Strecke außer Betrieb) | 25                | Nedansjö                              | Nedansjö                              |
| Haltepunkt / Haltestelle (Strecke außer Betrieb) |                   | Hällsjö                               | Hällsjö                               |
| Bahnhof (Strecke außer Betrieb) | 17                | Vattjom                               | Vattjom                               |
| Abzweig geradeaus und nach rechts (Strecke außer Betrieb) |                   | nach Matfors/Runsvik                  | nach Matfors/Runsvik                  |
| Haltepunkt / Haltestelle (Strecke außer Betrieb) | 11                | Töfva                                 | Töfva                                 |
| Haltepunkt / Haltestelle (Strecke außer Betrieb) | 7                 | Grönängen                             | Grönängen                             |
| Haltepunkt / Haltestelle (Strecke außer Betrieb) | 1                 | Sundsvall västra                      | Sundsvall västra                      |
| Kopfbahnhof Streckenende (Strecke außer Betrieb) | 0                 | Sundsvall                             | Sundsvall                             |
| |                   |                                       |                                       |
| Quellen: |                   |                                       |                                       |

Die Bahnstrecke Sundsvall–Torpshammar war eine schmalspurige schwedische Eisenbahnstrecke zwischen Sundsvall in Västernorrlands län und Torpshammar. Sie hatte eine Spurweite von 1067 mm und wurde von Sundsvalls Järnvägsaktiebolag gebaut.

## Geschichte

### Bau und Betrieb
Sundsvalls Järnvägsaktiebolag erhielt die Konzession für die Strecke Sundsvall–Torpshammar (schwed.: Sundsvall Torpshammars Järnväg (STJ))  am 12. Januar 1872. Die Strecke hatte eine Länge von 57 Kilometern. Der Abschnitt Sundsvall–Nedansjö–Stöde wurde für den öffentlichen Verkehr am 1. August 1874 eröffnet, der restliche Teil von Stöde nach Torpshammar folgte am 11. November 1874. Die Nebenstrecke nach Matsfors wurde im selben Jahr für den provisorischen Güterverkehr und ein Jahr später offiziell eröffnet.
Durch die Reichstagsbeschlüsse zwischen 1873 und 1877 wurde Norra stambanan normalspurig nach Ånge gebaut. Norrländska tvärbanan wurde zwischen Torpshammar und Ånge sowie weiter nach Östersund und Storlien ebenfalls normalspurig ausgeführt. Dadurch war die Bahnstrecke Sundsvall–Torpshammar ein schmalspuriger Inselbetrieb zwischen Normalspurlinien. Torpshammar wurde Umladebahnhof zwischen den beiden Systemen.
Am 31. Mai 1875 hatte STJ zwei Dampflokomotiven der englischen Firma Manning Wardle (Leeds) und zwei Dampflokomotiven der belgischen Firma Saint Léonard in Betrieb. Später erwarb man zusätzliche Lokomotiven von Nydqvist & Holm AB. Zur gleichen Zeit waren zehn Personenwagen, zehn gedeckte und 78 offene Güterwagen, darunter vier Holzfahrzeuge, im Einsatz. Die ersten drei Personenwagen wurden von Mohögs mekaniska verkstad geliefert, die sieben folgenden kamen von Göteborgs mekaniska verkstad. Für den Güterverkehr wurde ein Kran für die Station in Nedansjö beschafft. Dort wurde über den Ljungan geflößtes Holz aufgeladen. Holz bildete bei der Eröffnung der Bahnstrecke rund 2/3 des beförderten Güteraufkommens.
Der Bahnhof in Sundsvall bestand aus dem Hauptgebäude, zwei Schuppen für die Bahnmeisterei und für das Eilgutlager, einem gesonderter Güterschuppen sowie einem Lokschuppen für drei Lokomotiven.

### Verkauf und Umspurung
Durch die Insellage mit der Notwendigkeit des Umladens bildete die schmalspurige Strecke ein Hindernis im Verlauf von Norwegen zur Ostsee. Deshalb beschloss der Reichstag 1884, die Strecke von Sundsvalls Järnvägsaktiebolag zu kaufen, auf Normalspur umzubauen und in das bestehende Streckennetz, das von Statens Järnvägar betrieben wurde, zu integrieren. 1885 erwarb der schwedische Staat für 3,6 Millionen Kronen die Strecke. Im Kaufpreis waren keine Fahrzeuge enthalten, ebenso verblieb die Nebenstrecke Vattjom–Matfors im Besitz von Sundsvalls Järnvägsaktiebolag.
Der Umbau erfolgte abschnittsweise im Zeitraum vom 31. Mai bis 12. Juni 1886. Der Personenverkehr wurde während dieser Zeit aufrechterhalten, die Umsteigestationen von Schmal- auf Normalspurzüge folgten dem Umbaufortschritt in Richtung Sundsvall. Der letzte Schmalspurzug fuhr am 11. Juni 1886 zwischen Sundsvall und Högom. Ab dem 12. Juni konnte die SJ auf der gesamten Strecke Normalspurzüge einsetzen. Mit dem Umbau der Strecke wurden auch die Gebäude in Sundsvall erweitert sowie die Haltestelle Sundsvall västra mit einem Bahnhofsgebäude versehen.
Die umgespurte Strecke ist heute Teil der Bahnstrecke Sundsvall–Storlien.